# 밀바
밀바(이탈리아어: Milva, Commendatore OMRI, 1939년 7월 17일 ~ 2021년 4월 23일)는 이탈리아의 여성 가수, 작사가, 배우이다.

## 생애
1959년 가수로 데뷔하였고 1970년 뮤지컬배우로 데뷔한 그녀는 이후 1971년 연극배우로 데뷔하였으며, 1973년 이탈리아 영화 《D'amore si muore》를 통해 영화배우로 대중에게 얼굴을 알렸다.

## 유명세
대한민국 국내에서는 칸초네 곡 〈L'immensità〉와 〈Aria di festa〉의 원곡 가수로, 그리고 아스토르 피아졸라의 오리지널 연주곡에 스페인어 가사를 작사하여 붙인 칸초네 〈Yo soy Mari〉를 부른 가수로도 널리 잘 알려져 있다.

## 서훈
- 1995년 문예공로훈장 오피시에
- 2006년 독일 1급 연방공로십자장(Officer's Cross)
- 2007년 이탈리아 공화국 공로장 콤멘다토레(Commendatore OMRI)[1]
- 2009년 레지옹 도뇌르 훈장 슈발리에